# Malvasia delle Lipari liquoroso
Il Malvasia delle Lipari liquoroso  è un vino DOC prodotto nelle isole Eolie (o Lipari), nella città metropolitana di Messina.

## Vitigni con cui è consentito produrlo
- Malvasia delle Lipari massimo 95%
- Corinto nero dal 5 all'8.[1]

## Tecniche produttive
Il Malvasia delle Lipari liquoroso si produce per alcolizzazione del vino base e può essere immesso al consumo non prima di sei mesi dalla data di alcolizzazione.

## Caratteristiche organolettiche
- colore: giallo dorato ambrato;
- profumo: intenso, aromatico, caratteristico;
- sapore: dolce, alcolico, aromatico; vellutato;
- titolo alcolometrico volumico totale minimo: 20,00% vol.;
- titolo alcolometrico volumico effettivo minimo: 16,00% vol.;
- zuccheri naturali residui minimo: 60,00 g/l;
- acidità totale minima: 4,00 g/l;
- estratto secco netto minimo: 20,00 g/l.

## Produzione
Provincia, stagione, volume in ettolitri
- Messina  (1990/91)  22,13
- Messina  (1991/92)  31,86
- Messina  (1992/93)  97,1
- Messina  (1993/94)  138,14
- Messina  (1994/95)  216,35

Il Malvasia delle Lipari passito è prodotto anche nelle varianti:
- Malvasia delle Lipari
- Malvasia delle Lipari passito